# José Jiménez Ruiz
José Jiménez Ruiz (24 de mayo de 1946) es un militar español retirado que alcanzó el empleo de general del aire y fue jefe del Estado Mayor del Ejército del Aire desde el 18 de julio de 2008 hasta el 28 de julio de 2012.

## Biografía
Es Diplomado de Estado Mayor del Aire y piloto de transporte. 
Ha estado destinado en el 401 Escuadrón de las Fuerzas Aéreas hasta 1983, en que fue ascendido a comandante. 
Desempeñó diversas funciones en la Subsecretaría de Defensa, el Estado Mayor del Aire, la Dirección General de Política de Defensa y el 45 Grupo de Fuerzas Aéreas donde fue ascendido a teniente coronel en 1989. 
Su siguiente destino fue en la Misión Militar Española en Norfolk (EE. UU.). Como coronel (1997) estuvo destinado en el Mando de Apoyo Logístico del Ejército del Aire y fue jefe del 45 Grupo de Fuerzas Aéreas. 
Fue ascendido a general de brigada en 2001 pasando al Estado Mayor Conjunto de la Defensa. 
A partir de 2005 como general de división asumió la Dirección de Personal del Ejército del Aire y posteriormente la jefatura del Mando Aéreo de Canarias. 
Desde julio de 2008 hasta el 28 de julio de 2012 fue Jefe de Estado Mayor del Ejército del Aire, siendo sustituido por el general Francisco Javier García Arnáiz.

## Condecoraciones militares y civiles
- Comendador de número de la Orden de Isabel la Católica. ( España).
- Gran Cruz del Mérito Aeronáutico. distintivo blanco ( España, 2003).
- Gran cruz de la Orden del Mérito Naval. distintivo blanco ( España, 2008).
- Gran Cruz de la Orden de San Hermenegildo. ( España, 2002).
- Cruz al Mérito Aeronáutico. distintivo blanco (3 veces) ( España).
- Placa de la Orden de San Hermenegildo. ( España).
- Encomienda de la Orden de San Hermenegildo. ( España).
- Cruz de la Orden de San Hermenegildo. ( España).
- Cruz de Plata de la Orden del Mérito de la Guardia Civil. ( España).
- Orden del Mérito Policial. ( España).
- Orden del Mérito Civil. ( España).
- Medalla del Sáhara. ( España).
- Medalla de la Liberación de Kuwait ( Kuwait, 1994).
- Gran Oficial de la Orden del Mérito Aeronáutico. ( Brasil).
- Gran Cruz del Mérito Aeronáutico. ( Chile).
- Gran Oficial Medalla al Mérito Aeronáutico. ( Uruguay, 2009).[3]

## Distintivos
- Distintivo de Piloto del Ejército del Aire y del Espacio.
- Distintivo del Curso de Estado Mayor del Ejército del Aire.
- Curso NADEFCOL (Colegio de Defensa de la OTAN en Roma).
- Mérito por Operaciones de Mantenimiento de la Paz.
- Distintivo de Permanencia destinado en el Estado Mayor de la Defensa (EMAD).

| Predecesor: Francisco José García de la Vega | Jefe de Estado Mayor del Ejército del Aire 18 de julio de 2008 - 28 de julio de 2012 | Sucesor: Francisco Javier García Arnáiz |